# Trường hận ca

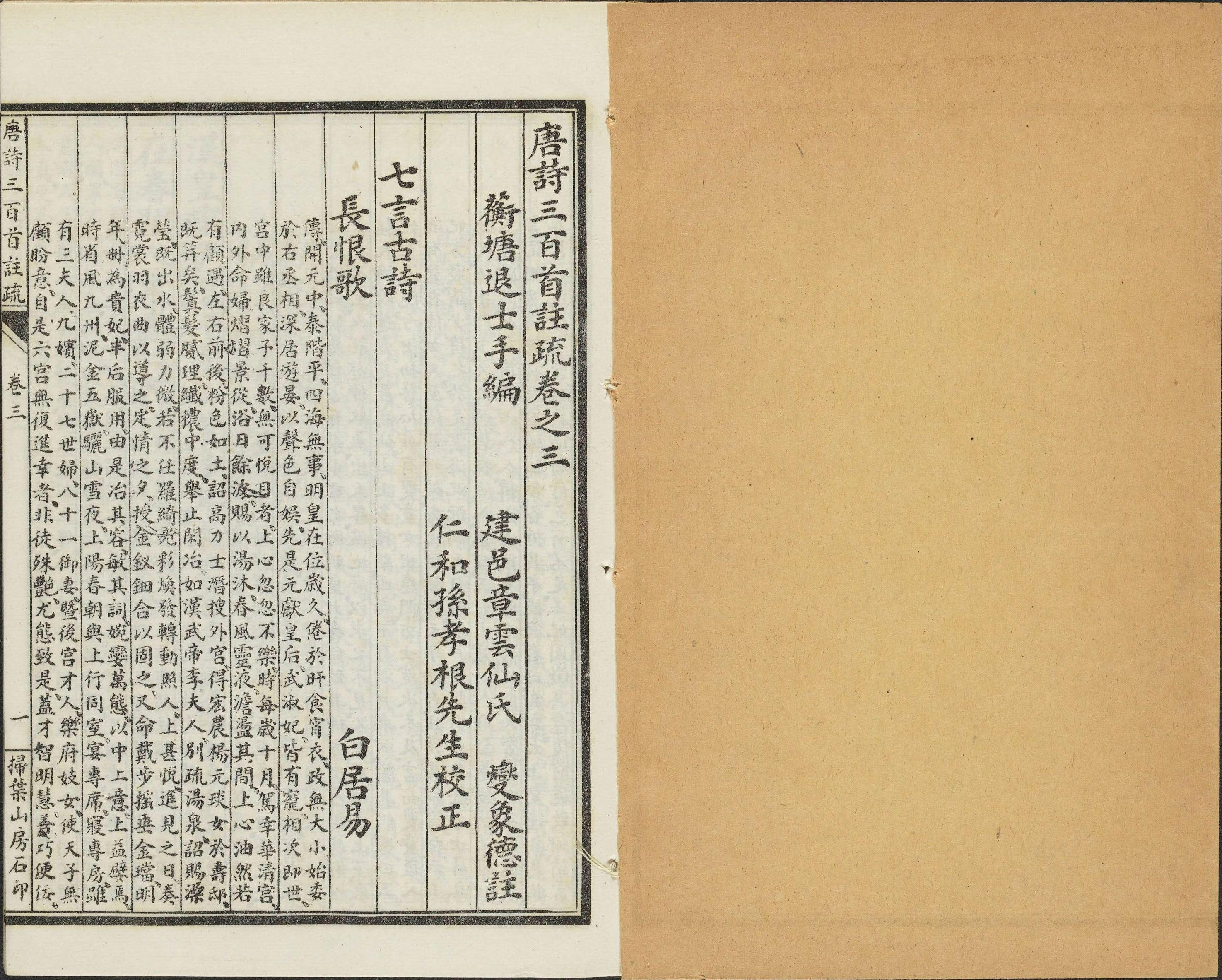
Trường hận ca được ghi trong Đường thi tam bách thủ.

"Trường hận ca" (chữ Hán: 長恨歌; Kana: ちょうごんか; tiếng Anh: The Song of Everlasting Regret/Sorrow; tiếng Pháp: Chant des regrets éternels) là một bài thơ nổi tiếng của Bạch Cư Dị kể về mối tình giữa Đường Huyền Tông và Dương Quý phi.
Tác phẩm này nổi tiếng là một danh tác, dùng bút pháp ước lệ tự sự, đem lịch sử cùng điển cố văn học để miêu tả câu chuyện tình yêu từng gây chấn động thời kỳ nhà Đường. Tác phẩm có một loạt tập hợp 120 câu, không chỉ đưa hình ảnh Dương Quý phi trở nên bất tử bởi vẻ đẹp thi ca, mà còn khiến Bạch Cư Dị trở thành một trong những nhà thơ điển hình của nhà Đường.
Vì Bạch Cư Dị không rõ ràng nói chủ đề của câu chuyện trong Trường hận ca, đến nay có rất nhiều học giả tranh cãi về tác phẩm này, đến giờ vẫn có nhiều cái nhìn nghiên cứu cùng đánh giá toàn diện. Tác phẩm Trường hận ca này là nguồn cảm hứng của rất nhiều tác phẩm khác, như Trường hận ca truyện (長恨歌傳), Đường Huyền Tông thu dạ ngô đồng vũ (唐明皇秋夜梧桐雨) cùng Trường Sinh điện (长生殿). Thậm chí, tác phẩm này cũng là một nguồn cảm hứng của một số văn học Nhật Bản, như Truyện kể Genji và Chẩm thảo tử (枕草子; Makura no Sōshi).
Tác phẩm đã được biên dịch sang tiếng Việt bởi nhiều người (Tản Đà  Nguyễn Mỹ Tài năm 1992, ...). Bản dịch của Tản Đà được xem là phiên bản nổi tiếng nhất.

## Nội dung
Trường hận ca của Bạch Cư Dị có số lượng câu rất nhiều, tổng 120 câu và chứa đựng rất nhiều điển cố văn học mà tác giả dùng để biểu thị, như dùng sự tích Hán Vũ Đế cùng Lý phu nhân để nói về Đường Huyền Tông cùng Dương Quý phi.
Bài thơ có thể chia làm 4 đoạn chính.

### Đoạn thứ nhất (câu 1 đến câu 32)

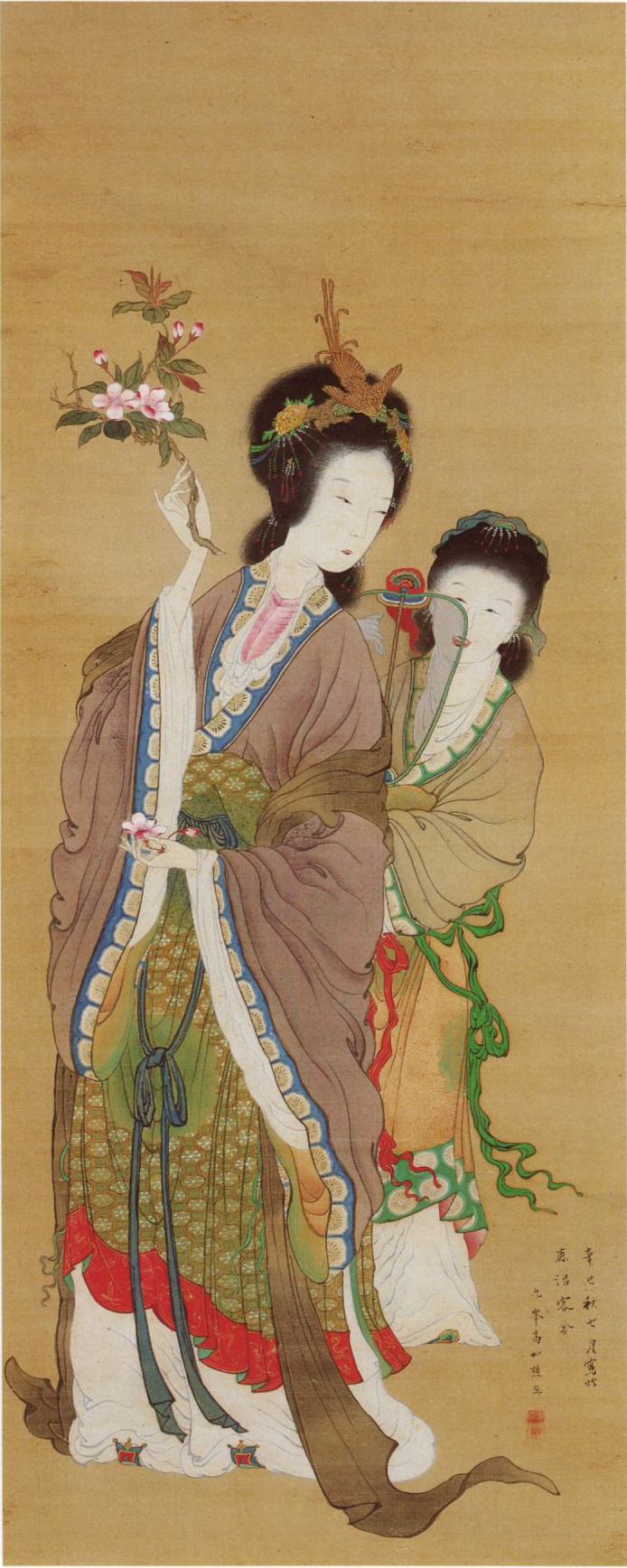
Dương Quý phi, tranh lụa của Takaku Aigai.

Đoạn thứ nhất là từ đầu câu 1 đến câu 32, phân đoạn tập trung miêu tả những buổi đầu Đường Huyền Tông ân sủng Dương Quý phi. Đường Huyền Tông đã tạo nên thời kỳ Khai Nguyên (niên hiệu của ông) khiến triều Đường thịnh vượng, nhưng vào cuối đời ông lại có xu hướng thích hưởng lạc.
Nhà họ Dương khi ấy, có Dương thị do mất thân phụ mà ở nhà thúc phụ, khi trưởng thành trở thành vợ của Thọ vương Lý Mạo - con trai của Huyền Tông với Võ Huệ phi. Năm Khai Nguyên thứ 25, Võ Huệ phi qua đời, Đường Huyền Tông đau lòng khôn nguôi, mà trong cung không có nữ nhân nào có thể an ủi ông. Có người nói dâng Dương phi xinh đẹp cho ông, thế là ông liền lấy lý do cầu phúc cho mẹ ông là Chiêu Thành Đậu Thái hậu, đem Dương phi cải thành Nữ đạo sĩ, đưa vào cung để ông tiện đường sủng hạnh. Năm Thiên Bảo thứ 4 (745), Huyền Tông cho Lý Mạo cưới Vi thị làm vợ, thì 1 tháng sau Huyền Tông chính thức phong Dương phi làm Quý phi, nghi chế và xưng hô đều như Hoàng hậu. Bên cạnh đó, ông phong cho 3 người chị của Dương phi làm Quốc phu nhân, quyền thế như một Nội mệnh phụ, ra vào hoàng cung đều thoải mái và có cung nhân tiếp đón. Ông còn phong cho anh họ Dương phi là Dương Quốc Trung làm quan to, chấp chưởng Tể tướng, quyền hành nhà họ Dương là lớn nhất. Năm Thiên Bảo thứ 6 (747), Đường Huyền Tông cho tu sửa Hoa Thanh cung (華清宮), một hành cung suối nước nóng nổi tiếng để cùng Dương Quý phi hưởng lạc.
Những ân sủng mà Đường Huyền Tông dành cho Dương Quý phi kéo theo những yến tiệc thâu đêm suốt sáng, như một giấc mơ kéo dài từ ngày này sang ngày khác. Hậu quả là Huyền Tông không còn quan tâm đến triều chính, mặc cho loạn thần và người nhà của Dương Quý phi lộng hành, mâu thuẫn với một người cũng đầy tham vọng và dã tâm là An Lộc Sơn.
Ở đoạn đầu Trường hận ca, có khá nhiều chi tiết sai lịch sử, nhiều học giả đánh giá đây là cách ước lệ của Bạch Cư Dị, biết rõ mà vẫn cố tình sai để đạt được cái ý tưởng của mình chứ không phải không biết. Đơn giản là 2 câu đầu, "Xưa Vua Hán trọng người sắc nước. Tìm bao năm chưa được duyên lành", trong khi ông vốn đã có sủng phi Võ Huệ phi, cũng nổi tiếng có nhan sắc, chứ đâu phải là "chưa cầu được duyên lành" như trong thơ. Bên cạnh đó, trong đoạn đầu còn có "Họ Dương gái mới trưởng thành, Bồng xuân còn khoá tơ tình chửa trao" cũng không đúng, vì Dương Quý phi lúc vừa chớm dậy thì đã là Vương phi của Thọ vương Lý Mạo - con trai của Đường Huyền Tông, làm sao mà ông không biết hay "tơ tình chửa trao" được.
Về bút pháp này của Bạch Cư Dị, có ý kiến cho rằng đây là ["Xuân Thu bút pháp, vi Tôn giả húy"; 春秋筆法，為尊者諱], ý là Bạch Cư Dị là người đương thời, không tiện phô bày sự thật việc làm có chiều hướng loạn luân và trái ngũ thường của thời ấy, đặc biệt người phạm phải ở đây là Đường Huyền Tông cửu ngũ chí tôn trong thiên hạ. Nhưng lại có ý kiến cho rằng, Bạch Cư Dị chỉ muốn tập trung vào vẻ đẹp của Dương phi cùng sự ly kì của câu chuyện giữa bà và Huyền Tông, nên cắt giảm tình tiết không cần chú ý hoặc hư cấu ước lệ hóa, cũng là điều bình thường của các thi nhân.

### Đoạn thứ hai (câu 33 đến câu 50)
Đoạn thứ 2 bắt đầu bằng tiếng binh đao khói lửa của quân An Lộc Sơn làm phản, qua được Đồng Quan đến thẳng kinh đô Trường An. Vua tôi triều đình nhà Đường phải chạy đến đất Thục ở Tứ Xuyên.
Khi đến núi Mã Ngôi, Cấm quân Đại tướng là Trần Huyền Lễ cùng Thái tử Lý Hanh lập mưu giết Dương Quốc Trung, rồi kích động binh sĩ đòi giết Dương Quý phi mới chịu phò vua đánh giặc. Đường Huyền Tông không cản lại được nên đành ban cho Dương Quý phi cái chết, năm 38 tuổi. Sau đó, Huyền Tông rời đi đến huyện Phù Phong, sau đến Tán Quan (nay là khu vực Bảo Kê thuộc tỉnh Thiểm Tây), có Toánh vương Lý Kiểu cùng Thọ vương Lý Mạo hộ giá, nhiều tháng sau mới tới đất Thục. Trong thời gian đó, Lý Hanh xưng Đế, tôn Huyền Tông làm Thái thượng hoàng.
Trong đoạn văn này, có câu "Cứu chẳng được, quân vương bưng mặt" của Bạch Cư Dị bị cho là không chính xác với sự thật lịch sử. Học giả Hoàng Vĩnh Niên (黃永年) cho rằng ở tình huống nguy cấp vào lúc ấy, việc Đường Huyền Tông chấp nhận giết Dương Quý phi sẽ là điều hiển nhiên chứ khó mà vì đau lòng. Trong tướng tá đòi giết Dương Quý phi, cầm đầu là Trần Huyền Lễ, người từng cùng Huyền Tông hợp mưu lật đổ chính quyền của Vi Thái hậu lẫn Thái Bình công chúa khi trước, có thể nói là đại trọng thân tín. Dưới tình huống này, Đường Huyền Tông dĩ nhiên nghe theo Trần Huyền Lễ, bảo toàn chính mình, mà trong thực tế thì từ khi đến Thành Đô về lại Trường An, Đường Huyền Tông hoàn toàn dựa vào Huyền Lễ hộ giá mà an toàn.

### Đoạn thứ ba (câu 51 đến câu 74)
Đoạn thứ 3 miêu tả cảnh Đường Huyền Tông về kinh sau khi loạn An Lộc Sơn đã dẹp xong. Cảnh cũ còn đó mà người xưa đã vắng bóng.
Năm Chí Đức thứ 2 (757), dưới triều Đường Túc Tông, quân Đường thu phục được Trường An, do đó sai người đến đưa Huyền Tông trở về. Trên đường trở về, Huyền Tông từng muốn vì Dương Quý phi mà cử hành an táng, chuyện lọt vào tai Thị lang bộ Lễ là Lý Quỹ, và Lý Quỹ ra sức can ngăn Huyền Tông. Ông từ bỏ ý tưởng này, nhưng sau đó vẫn sai người lén lút đưa di thể Quý phi cải táng ở chỗ khác. Về lại Trường An, Huyền Tông thẳng đến Thái Miếu tạ tội tổ tiên, sau từ đấy ở tại Hưng Khánh cung. Sang năm Càn Nguyên, Lý Phụ Quốc ly gián quan hệ giữa Túc Tông và Huyền Tông, lúc này đám người Huyền Lễ và Cao Lực Sĩ đều chịu biếm truất, Huyền Tông chịu cảnh bơ vơ, lại bị Túc Tông sai người đưa di cư đến Tây Nội khiến ông rất buồn bực.
Đoạn văn này của Trường hận ca miêu tả từ chính diện đến ẩn ý cái tình của Đường Huyền Tông cho Dương Quý phi quá cố. Học giả Lâm Văn Nguyệt (林文月) đánh giá Bạch Cư Dị dùng bút lực tinh tế, miêu tả cái tình nhẹ nhàng nhưng vẫn sâu lắng, miêu tả hoàn hảo cái tình cảm khắc cốt ghi tâm giữa Đường Huyền Tông và Dương Quý phi mà tác giả hướng đến. Từ đoạn này, Bạch Cư Dị chủ ý dùng biện pháp miêu tả hình thái nhân vật, dùng bút pháp ảo tưởng kiến cấu chuyện cũ, khiến người xem không cảm thấy hư cấu.

### Đoạn cuối (câu 75 đến câu 120)

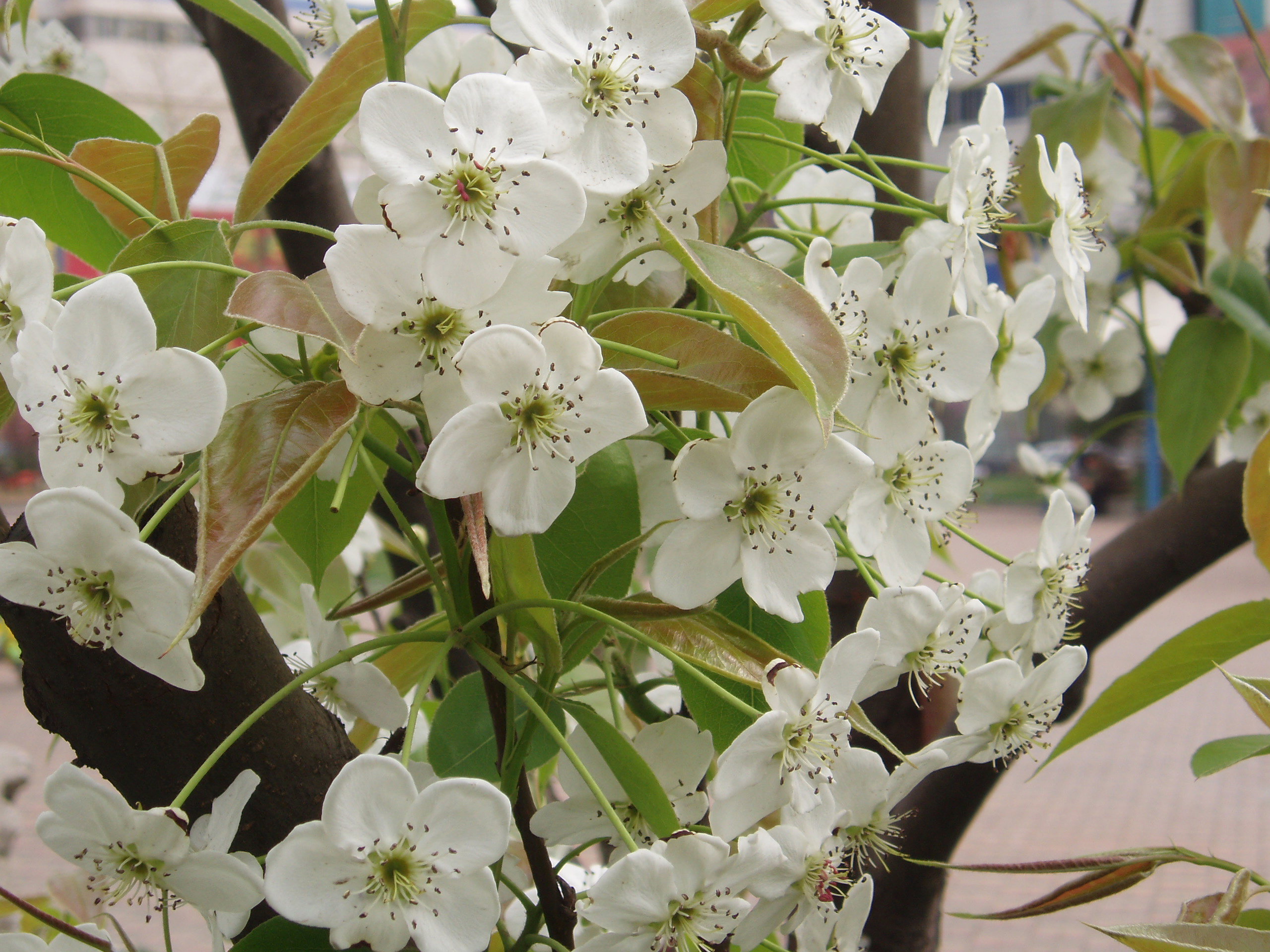
Trong đoạn cuối Trường hận ca, có miêu tả bộ dáng của Quý phi như hoa lê trong câu "Một cành lê đẫm hạt mưa xuân dào". Ảnh là hoa lê.

Đoạn cuối từ câu 75 đến câu 120, kể về nỗi nhớ da diết của Huyền Tông. Ông bây giờ đã là Thái thượng hoàng, bị giam cầm ở Tây Nội, không còn phải lo việc triều chính nữa. Khoảng năm Bảo Ứng nguyên niên (762), Huyền Tông băng hà.
Đoạn thơ cuối này có nhắc đến sự tích về Lý phu nhân của Hán Vũ Đế, cũng như sự tích chiêu hồn. Lý phu nhân có nhan sắc, được Hán Vũ Đế yêu thương. Đến khi phu nhân qua đời, Vũ Đế nghe nói có một Phương sĩ người nước Tề có thể biết chiêu hồn, bèn gọi đến làm phép. Một hôm, phương sĩ dẫn Hán Vũ Đế đến trước một cái rèm trướng, thắp đèn lên thì nhìn thấy một cái bóng y hệt bóng dáng xưa của Lý phu nhân. Hán Vũ Đế nhìn thấy mà xúc động, bèn thốt lên: ["Thị tà, phi tà? Lập nhi vọng chi, thiên hà san san kì lai trì!"; 是邪，非邪？立而望之，偏何姍姍其來遲！].
Học giả Hoàng Vĩnh Niên đánh giá đoạn này hẳn nhiên là hư cấu. Từ thời Đường, triều đình đã có rất nhiều vụ án liên quan đến phương sĩ, bản thân Huyền Tông khi còn trẻ cũng đã xét vô số loại án tương tự, đều là xử tử. Cho nên Huyền Tông dưới tình huống bị chính Túc Tông quản thúc chặt chẽ, không có cách nào mời phương sĩ về làm những trò này. Trước khi đến Tây Nội, Huyền Tông trú tại Hưng Khánh cung thuộc Nam Nội, và mọi hành vi cùng sinh hoạt của ông đều do Trần Huyền Lễ cùng Cao Lực Sĩ giám sát - hai người chủ chốt dẫn đến cái chết của Dương Quý phi. Xét đi xét lại, hoàn toàn không có kẽ hở cho Huyền Tông mời được phương sĩ chiêu hồn như thơ đề cập.
Sách Bình điểm Âm chú Thập bát gia thi sao (評點音注十八家詩鈔) nhận xét đoạn thơ này của Bạch Cư Dị rất lãng mạn, trong khi Hán thư của Ban Cố viết chuyện chiêu hồn Lý phu nhân rất quỷ dị, thì Bạch Cư Dị miêu tả lại như tiên cảnh, tựa như gặp gỡ trong mộng, rất day dứt và biểu tả đầy đủ được ý niệm một tình yêu Đế vương mà tác giả hướng đến.

## Ảnh hưởng
Từ thời Đường, tác phẩm Trường hận ca đã có sự lan tỏa nhất định. Khi Bạch Cư Dị viết thư cho người bạn thơ Nguyên Chẩn, ông cũng đã từng đề cập tình trạng lan tỏa mạnh mẽ của Trường hận ca. Bạch Cư Dị qua đời, Đường Tuyên Tông có viết thơ điếu, trong đó đề cập: ["Đồng tử giải ngâm trường hận khúc, hồ nhi năng xướng tỳ bà thiên"; 童子解吟長恨曲，胡兒能唱琵琶篇], chứng tỏ sức ảnh hưởng của Trường hận ca thời Vãn Đường là có thật.
Bên cạnh sức lan truyền, Trường hận ca cũng trở thành cảm hứng cho rất nhiều tác phẩm đời sau, phải kể đến Trường hận ca truyện (長恨歌傳) của Trần Hồng (陳鴻), một án kỳ văn thời Vãn Đường. Bên cạnh đó, Trường hận ca cũng trở thành cảm hứng cho các Hí khúc như Đường Huyền Tông thu dạ ngô đồng vũ (唐明皇秋夜梧桐雨) của Bạch Phác thời nhà Nguyên, Trường Sinh điện (长生殿) của Hồng Thăng (洪昇) thời nhà Thanh.
Ở Nhật Bản, văn hóa nhà Đường có sức ảnh hưởng rất mạnh mẽ, do vậy không lạ khi Trường hận ca cũng có ảnh hưởng đến quốc gia này. Kỳ văn Truyện kể Genji của Murasaki Shikibu là một tác phẩm có ảnh hưởng bởi Trường hận ca thông qua nhân vật sủng phi Kiritsubo (桐壺; Đồng Hồ), mẹ của nhân vật chính. Ngoài ra, tác phẩm Chẩm thảo tử (枕草子; Makura no Sōshi) của Sei Shōnagon cũng ảnh hưởng từ Trường hận ca, ví dụ như Sei Shōnagon nói hoa lê không màu không hương, chẳng phải loài hoa gì đặc biệt đáng khen, nhưng vì Trường hận ca đề cập đến loài hoa này để khen Dương Quý phi, nên cũng cảm thấy hẳn nó có điểm gì hơn người.